# Maluso
Maluso é um município de  quarta classe de renda municipal (d) na província Basilan, nas Filipinas. De acordo com o censo de 1 de maio  de  2020 possui uma população de 45 730 pessoas e 7 195 domicílios.